# سوبر سماش برذرز فور نينتندو 3دي إس و وي يو
سوبر سماش برذرز فور نينتندو 3دي إس (بالإنجليزية: Super Smash Bros. for Nintendo 3DS)‏ وسوبر سماش برذرز فور وي يو (بالإنجليزية: Super Smash Bros. for Wii U)‏ هي لعبة فيديو قتالية أنتجت في سنة 2014 ومطورة من قبل شركة سورا وبانداي نامكو إنترتينمنت، ومنشورة من قبل شركة نينتندو لنينتندو 3دي إس ووي يو، تستعرض هذه اللعبة شخصيات نينتندو مثل ماريو وبيكاتشو وغيرها وتتقاتل هذه الشخصيات فيما بينها.